# Chanu
Chanu is een gemeente in het Franse departement Orne (regio Normandië). De plaats maakt deel uit van het arrondissement Argentan. Chanu telde op 1 januari 2022 1.248 inwoners.

## Geografie
De oppervlakte van Chanu bedroeg op 1 januari 2022 15,72 vierkante kilometer; de bevolkingsdichtheid was toen 79,4 inwoners per km².

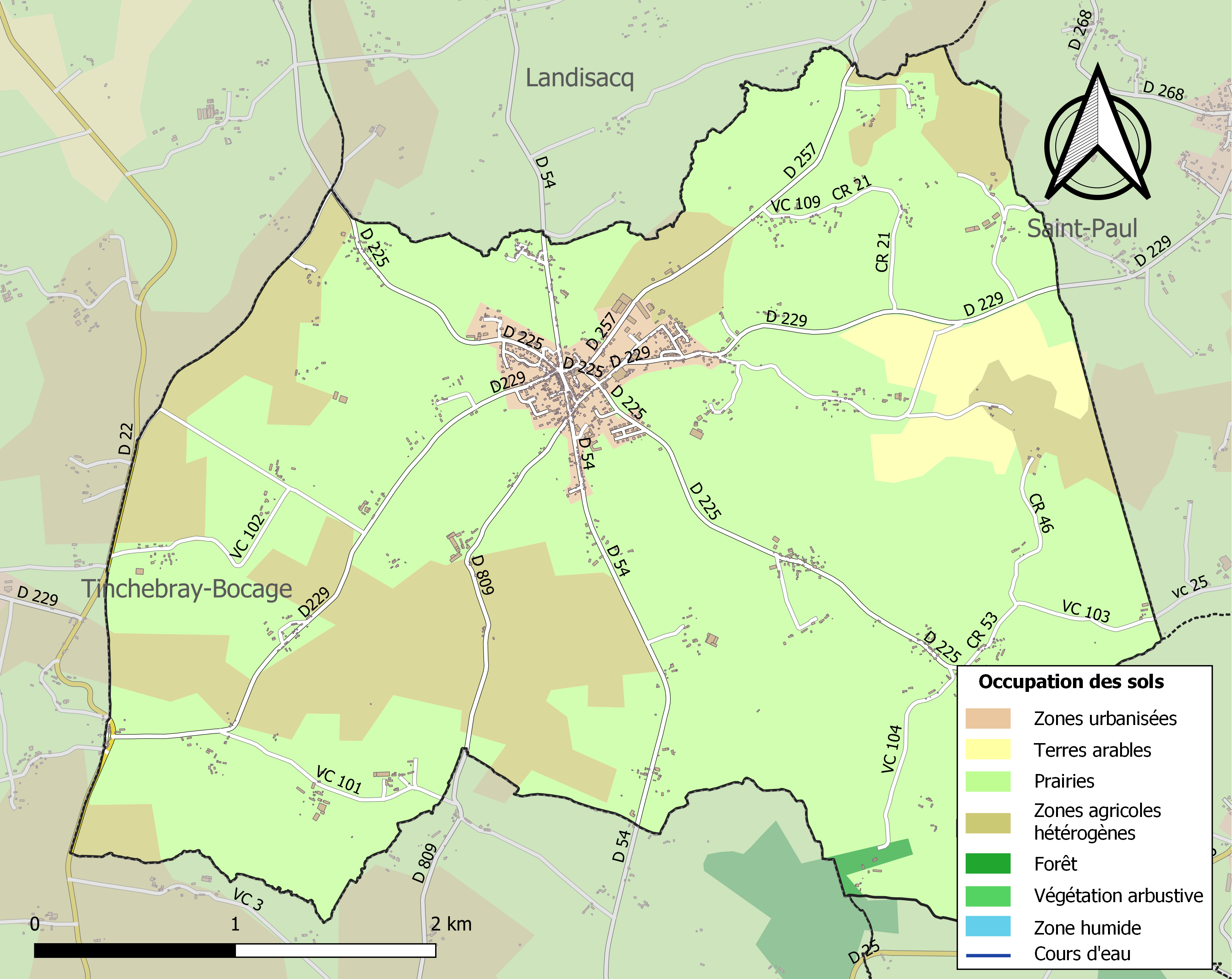
Kaart van de gemeente met belangrijkste infrastructuur, bodemgebruik en omliggende gemeenten

## Demografie
Onderstaande figuur toont het verloop van het inwonertal (bron: INSEE-tellingen).